# حسن الموسوي (لاعب كرة قدم)
حسن علي الموسوي (26 سبتمبر 1984) لاعب كرة قدم بحريني يلعب حاليا لصالح نادي الدرجة الأولى المنامة البحريني في مركز قلب الدفاع منذ 2002.

## روابط خارجية
- حسن الموسوي على موقع قاعدة بيانات كرة القدم.إي يو (الإنجليزية)
- حسن الموسوي على موقع ناشيونال فوتبول تيمز (الإنجليزية)
- حسن الموسوي على موقع Soccerway.com (الإنجليزية)